# Relatório Grin
O relatório O Ensino das Línguas Estrangeiras como Política Pública, também conhecido como Relatório Grin, é um documento redigido em 2005 por François Grin, professor da Universidade de Genebra, a pedido do Conselho Superior de Educação francês. Existe uma versão em língua portuguesa desse relatório.

## O relatório
Ele procura responder às seguintes questões: "Que línguas estrangeiras ensinar, por quais razões e em que contexto?". O documento trata das políticas linguísticas avaliadas do ponto de vista de custo econômico e em suas implicações políticas e culturais.
Três cenários são examinados:
- a escolha de uma só língua "natural", que seria o inglês.
- a escolha de um trio de línguas naturais, que seriam o alemão, o francês e o inglês, que são as línguas com o maior número de falantes na União Europeia (na ordem dada como línguas maternas; também o são com falantes estrangeiros adicionados).
- a escolha de uma língua "construída", que seria o Esperanto.

## Conclusão do relatório
A terceira possibilidade, o esperanto, surge como a mais barata e igualitária, mas Grin considera-a ainda não viável dados os fortes preconceitos existentes contra o esperanto, baseados na simples ignorância. Contudo considera-a possível numa nova geração, sob duas condições:
• uma campanha informativa, em grande escala e continuada, em toda a União Europeia, sobre as desigualdades linguísticas e o esperanto
• a colaboração de todos os estados membros na campanha.
Isso poderia conduzir a uma poupança líquida anual para a UE de cerca de 25.000 milhões de euros (54 euros por habitante). "85% dos habitantes da Europa dos 25 tem nisso um interesse directo e evidente", assegura o Prof. Grin. Desde 2013 há uma petição no Avaaz neste sentido.
A conclusão mais evidente do relatório é que por via do actual domínio internacional da língua inglesa a Grã-Bretanha recebe a cada ano entre 17 a 18 milhares de milhões de euros, que são mais do triplo do famoso Desconto britânico, ou 1% do seu produto nacional bruto. Por outras palavras, cada um dos 394 milhões de não anglófonos da União Europeia, entre eles os habitantes dos países mais pobres recém integrados, subvenciam anualmente a economia britânica. 
Essa quantia advém da venda de livros e outras mercadorias ligadas à língua inglesa e das 700 mil pessoas que todos os anos visitam a Grã-Bretanha para aprender a língua, não tendo em conta a poupança que resulta da falta de investimento no ensino de línguas estrangeiras nas escolas britânicas. E não se trata da totalidade dos pagamentos feitos ao Reino Unido por razões linguísticas, mas de 75% deles, os que o autor avalia como fruto da hegemonia do inglês e não apenas do peso demográfico da própria língua.